# Kamikaze-Klasse (1922)
Die Kamikaze-Klasse (japanisch 神風型駆逐艦 Kamikaze-gata kuchikukan) war eine Klasse von neun Zerstörern der Kaiserlich Japanischen Marine, die nach dem Ersten Weltkrieg gebaut wurden und noch im Zweiten Weltkrieg zum Einsatz kamen. Es war die zweite Klasse dieses Namens, nach der Zerstörerklasse von 1905.

## Entwicklungsgeschichte und Bau
Die Kamikaze-Klasse war das zweite Baulos der Minikaze-Klasse und auf Grund einiger Änderungen werden sie als eigene Klasse geführt, obwohl diese praktisch identisch mit den letzten drei Schiffen dieser Klasse waren.
Diese Änderungen waren eine leicht gesteigerte Schiffsbreite und damit Verdrängung und Tiefgang zur Verbesserung der Stabilität. So sollte z. B. die Kuhl zwischen Brücke und Vorschiff dazu beitragen, die Gewalt der langen Dünungswellen des Pazifiks zu brechen. Dies erfolgte, um das zusätzliche Obergewicht der nun geschlossenen Brücke auszugleichen. Durch die Gewichtszunahme bei gleichbleibender Antriebsleistung reduzierte sich die Geschwindigkeit um 2 Knoten auf nur noch 37,3.
Elf Einheiten wurden im Rahmen des zweiten Acht-Acht-Flottenprogramms (Hachihachi Kantai) 1921 bzw. 1922 bei vier privaten und zwei staatlichen Werften geordert, aber bereits 1922 wurden zwei von diesen in Folge des Washingtoner Flottenabkommens annulliert.
Die Marine plante ursprünglich, dass die Schiffe Namen tragen sollten, aber nach ihrer Fertigstellung erhielten sie Zahlen aufgrund der projizierten großen Anzahl von Kriegsschiffen, welche voraussichtlich durch das Flottenprogramm zu bauen sein würden. Dies erwies sich bei den Besatzungen aber als äußerst unbeliebt und war eine ständige Quelle der Verwirrung in der Kommunikation. Darum wurden zum 1. August 1928 Namen vergeben, aber nicht die ursprünglich geplanten.

## Liste der Schiffe
| Name            | Bauwerft                     | Kiellegung          | Stapellauf          | Indienststellung    | Verbleib                                                                                  |
| --------------- | ---------------------------- | ------------------- | ------------------- | ------------------- | ----------------------------------------------------------------------------------------- |
| Kamikaze        | Mitsubishi, Nagasaki         | 15. Dezember 1921   | 25. September 1922  | 19. Dezember 1922   | ab Oktober 1947 abgewrackt                                                                |
| Asakaze         | Mitsubishi, Nagasaki         | 16. Februar 1922    | 8. Dezember 1922    | 16. Juni 1923       | versenkt am 23. August 1944 durch amerik. U-Boot USS Haddo                                |
| Harukaze        | Marinewerft Maizuru          | 16. Mai 1922        | 18. Dezember 1922   | 31. Mai 1923        | nach Minen- und Bombentreffern nicht mehr einsatzbereit, ab 1947 abgewrackt               |
| Matsukaze       | Marinewerft Maizuru          | 2. Dezember 1922    | 30. Oktober 1923    | 5. April 1924       | versenkt am 9. Juni 1944 durch amerik. U-Boot USS Swordfish                               |
| Hatakaze        | Marinewerft Maizuru          | 3. Juli 1923        | 15. März 1924       | 30. August 1924     | versenkt am 15. Januar 1945 nach Luftangriff                                              |
| Oite            | Uraga Schiffswerft, Yokosuka | 16. März 1923       | 27. November 1924   | 30. Oktober 1925    | versenkt am 17. Februar 1944 nach Luftangriff                                             |
| Hayate          | Ishikawajima Zōsen, Tokio    | 11. November 1922   | 23. März 1925       | 21. Dezember 1925   | versenkt am 11. Dezember 1941 während der Schlacht um Wake, durch Küstenartilleriebeschuß |
| Asanagi         | Fujinagata Zōsen, Osaka      | 5. März 1923        | 21. April 1924      | 29. Dezember 1924   | versenkt am 22. Mai 1944 durch amerik. U-Boot USS Pollack                                 |
| Yūnagi          | Marinewerft Sasebo           | 17. September 1923  | 23. April 1924      | 24. April 1925      | versenkt am 25. August 1944 durch amerik. U-Boot USS Picuda                               |
| Ōkaze Tsumikaze | Aufträge annulliert          | Aufträge annulliert | Aufträge annulliert | Aufträge annulliert | Aufträge annulliert                                                                       |

### Namenshistorie
| Bei Planung                          | Bei Stapellauf                                         | Ab 24. April 1924                                      | Ab 1. August 1928 |
| Kiyokaze (清風) oder Soyokaze (微風) | Dai-1 kuchikukan (第一駆逐艦), Zerstörer 1.            | Dai-1-Gō kuchikukan (第一号駆逐艦), Zerstörer Nr.1     | Kamikaze (神風)   |
| Karukaze (軽風)                      | Dai-3 kuchikukan (第三駆逐艦), Zerstörer 3.            | Dai-3-Gō kuchikukan (第三号駆逐艦), Zerstörer Nr.3     | Asakaze (朝風)    |
| Makaze (真風)                        | Dai-5 kuchikukan (第五駆逐艦), Zerstörer 5.            | Dai-5-Gō kuchikukan (第五号駆逐艦), Zerstörer Nr.5     | Harukaze (春風)   |
|                                      | Dai-7 kuchikukan (第七駆逐艦), Zerstörer 7.            | Dai-7-Gō kuchikukan (第七号駆逐艦), Zerstörer Nr.7     | Matsukaze (松風)  |
|                                      | Dai-9 kuchikukan (第九駆逐艦), Zerstörer 9.            | Dai-9-Gō kuchikukan (第九号駆逐艦), Zerstörer Nr.9     | Hatakaze (旗風)   |
|                                      | Dai-11-Gō kuchikukan (第十一号駆逐艦), Zerstörer Nr.11 | Dai-11-Gō kuchikukan (第十一号駆逐艦), Zerstörer Nr.11 | Oite (追風)       |
|                                      | Dai-13-Gō kuchikukan (第十三号駆逐艦), Zerstörer Nr.13 | Dai-13-Gō kuchikukan (第十三号駆逐艦), Zerstörer Nr.13 | Hayate (疾風)     |
|                                      | Dai-15-Gō kuchikukan (第十五号駆逐艦), Zerstörer Nr.15 | Dai-15-Gō kuchikukan (第十五号駆逐艦), Zerstörer Nr.15 | Asanagi (朝凪)    |
|                                      | Dai-17-Gō kuchikukan (第十七号駆逐艦), Zerstörer Nr.17 | Dai-17-Gō kuchikukan (第十七号駆逐艦), Zerstörer Nr.17 | Yūnagi (夕凪)     |
| Ōkaze (大風)                         |                                                        |                                                        |                   |
| Tsumikaze (旋風)                     |                                                        |                                                        |                   |

## Technik

### Rumpf
Der Rumpf eines Zerstörers der Kamikaze-Klasse war 102,5 Meter lang, 9,1 Meter breit und hatte bei einer Einsatzverdrängung von 1.747 Tonnen einen Tiefgang von 2,9 Metern.

### Antrieb
Der Antrieb erfolgte durch zwei Turbinensätze von Parson mit vier ölbefeuerten Dampferzeugern – Kesseln des Kampon-Typs – mit welcher eine Gesamtleistung von 38.500 PS (28.317 kW) erreicht wurde. Die Leistung wurde an zwei Wellen mit je einer Schraube abgegeben. Die Höchstgeschwindigkeit betrug 37,3 Knoten (69 km/h).
Es konnten 426 Tonnen Kraftstoff gebunkert werden, was zu einer maximalen Fahrstrecke von 3.400 Seemeilen (6.297 km) bei 14 Knoten führte.

### Bewaffnung
Bei Indienststellung bestand die Bewaffnung aus vier 12-cm-Geschützen mit Kaliberlänge 45 Typ 3 in drei Einzellafetten mit einfachen Schilden, welche in Bootsmittellinie aufgestellt waren. Zur Flugabwehr standen zwei 7,7-mm-Maschinengewehre Typ 92 in Einzellafette zur Verfügung, welche beidseits auf der Brücke aufgestellt waren. Des Weiteren befanden sich als Torpedobewaffnung drei Zweifachtorpedorohrsätze im Kaliber 53,3 cm und achtzehn Wasserbomben an Bord, welche durch zwei Ablaufschienen und zwei Werfer des Typs 81 eingesetzt wurden.
Änderung der Bewaffnung in größerem Umfang wurden ab 1941 bzw. 42 durchgeführt. In dem das achtere 12-cm-Geschütz zusammen mit dem achteren Torpedorohrsatz an Land gegeben wurde und die Flugabwehrbewaffnung auf zehn 2,5-cm-Maschinenkanonen Typ 96 in zwei Einzel- und vier Doppellafetten verstärkt wurde. Bedingt durch die starken alliierten Luftstreitkräfte während des Pazifikkrieges kam es zu einer kontinuierlichen Verstärkung der 2,5-cm-Geschütze. Ab 1944 waren zwischen dreizehn und zwanzig 2,5-cm-Geschütze an Bord.

### Radar
Japanische Zerstörer waren nicht von Beginn des Pazifikkrieges an mit Funkmesstechnik ausgerüstet. Erst Mitte des Jahres 1943 erhielten erste ausgewählte Einheiten Radar. Dieses war bei den Zerstörern der Kamikaze-Klasse eines zur Luftraumüberwachung des Typ 13, welche über eine lange Leiterantenne verfügte, die im Hauptmast verbaut war.
Bedingt dadurch, dass frühe japanische Radargeräte unzuverlässig und ihr Bedienpersonal schlecht ausgebildet war, neigten Kommandanten dazu Hinweise durch diese nicht ernst zu nehmen und sich auf die klassischen Aufklärungsmethoden, wie Ausgucke mit optischen Geräten, zu verlassen. Dieses Vertrauen wurde immer problematischer, da die Amerikaner immer bessere Radarsysteme einführten und diese hauptsächlich zur Feuerleitung einsetzten.